# Nova Scotia Railway
Nova Scotia Railway (NSR) era una società ferroviaria canadese del XIX secolo. Nel 1872 venne incorporata nella Intercolonial Railway of Canada.

## Rete ferroviaria
La NSR eserciva due linee: una da Richmond (immediatamente a nord di Halifax) a Windsor, l'altra da Richmond a Pictou via Truro.
Le linee della NSR vennero costruite adottando lo scartamento largo (detto Provincial Gauge) da 1.676 mm e riconvertite nel giugno 1875 a quello normale.

## Storia

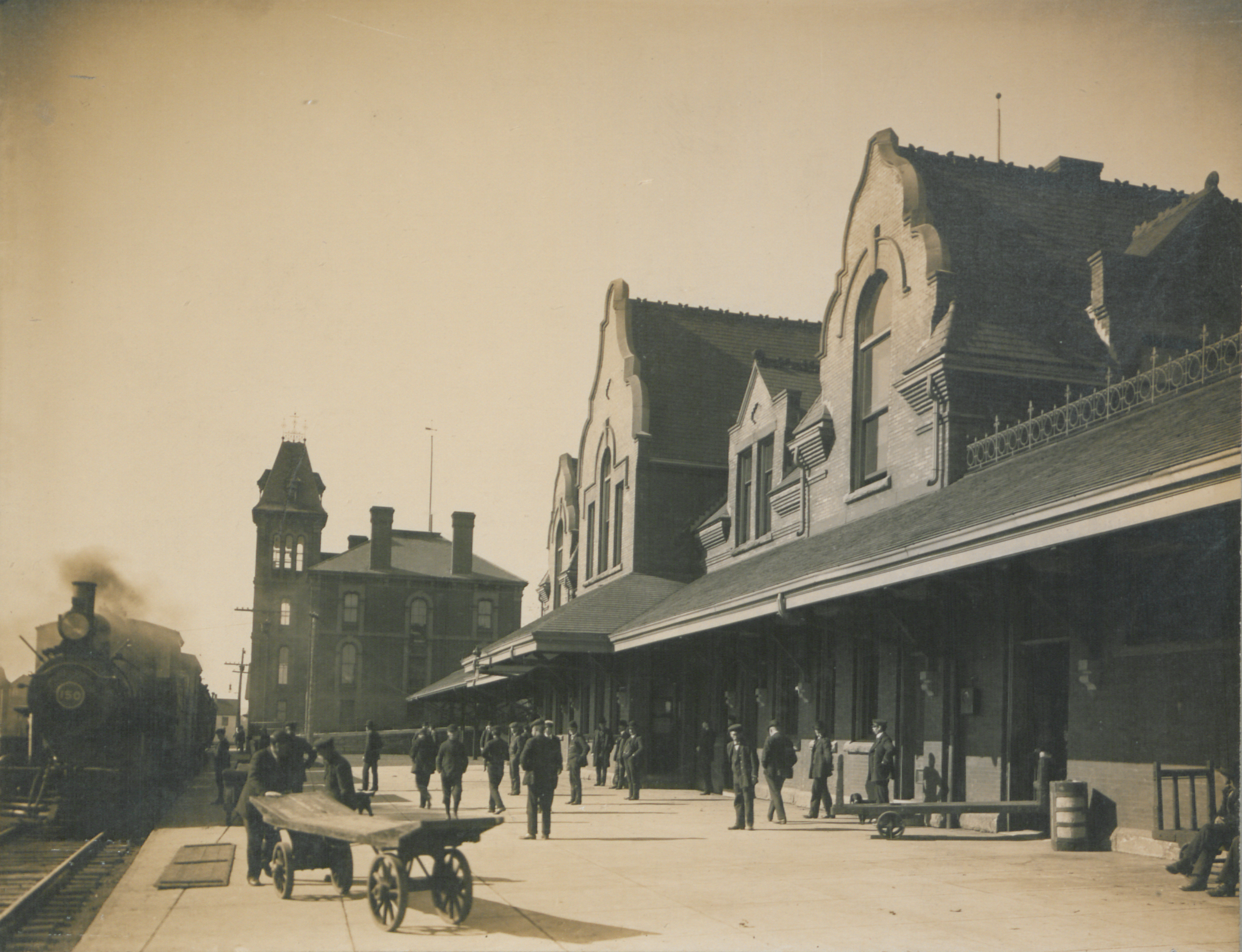
Stazione NSR di Pictou

La ferrovia nacque per la determinazione del leader della Nuova Scozia, Joseph Howe, che considerava indispensabile per lo sviluppo economico del territorio dopo il fallimento delle trattative, dei colloqui e delle diverse proposte private per la realizzazione di una ferrovia intercoloniale. 
La società ferroviaria fu costituita il 31 marzo 1853 e ottenne la concessione per costruire linee ferroviarie tra Halifax e Pictou passando per Truro, da Halifax a Victoria Beach in Nuova Scozia (nella baia di Annapolis) passando per Windsor. La società ottenne inoltre la facoltà di costruire da Truro al confine con il Nuovo Brunswick.
La linea ferroviaria di Windsor (nota anche come "Windsor Branch") fu inaugurata nel giugno 1858 e la linea di Truro (conosciuta come "linea orientale") fu aperta nel dicembre dello stesso anno. Nessun ulteriore lavoro venne però fatto sulla linea oltre Windsor, per raggiungere Victoria Beach, mentre la linea orientale di Pictou venne completata, entro giugno del 1867, sotto la supervisione dell'ingegnere Sandford Fleming.
La costruzione della Nova Scotia Railway fu in parte promossa dal governo coloniale, a causa dei ritardi e delle problematiche costruttive presentate dalla costruzione del canale navigabile Shubenacadie che, infine aperto nel 1861, finì per essere abbandonato e cadde in rovina (anche a causa dei ponti ferroviari che lo attraversavano, costruiti troppo bassi, che impedivano solo il passaggio di piccole imbarcazioni.
Una caratteristica notevole della Nova Scotia Railway è che fu probabilmente la prima ferrovia ad attuare una qualche forma di servizio di trasporto intermodale di merci con operazioni che coinvolgevano il trasporto di veicoli stradali su carri ferroviari. Gli agricoltori della zona di Windsor caricavano direttamente i propri carri completi di cavalli sui vagoni per essere trasportati ad Halifax per vendere il loro carico con ritorno a Windsor lo stesso giorno.
Il 1 luglio 1867, la proprietà del NSR venne trasferita dal governo della Nuova Scozia a quello del Canada. Nel 1872 il governo del Canada inglobò la NSR e le sue linee nella Intercolonial Railway of Canada.

## Le linee ex NSR e il loro esercizio nel tempo

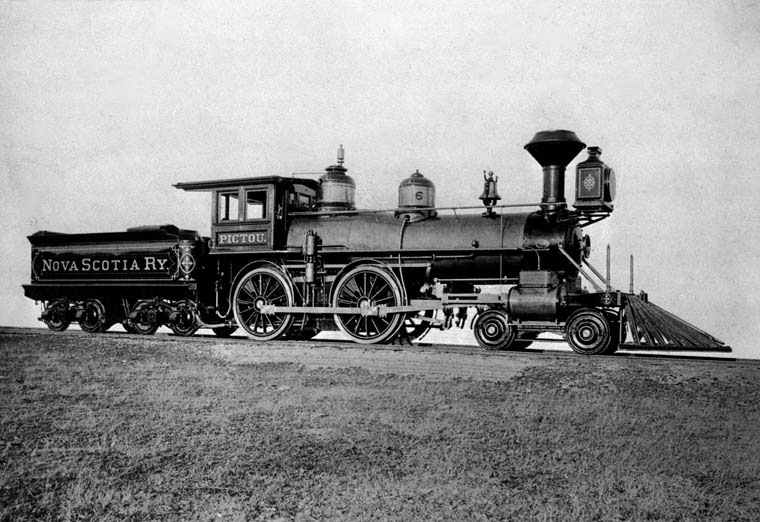
Locomotiva NSR n. 6, Pictou

L'anno precedente l'inglobamento nella ICR (1871) la linea, cosiddetta "Windsor Branch", era stata ceduta in affitto alla Windsor and Annapolis Railway che nel 1894 entrò a far parte della Dominion Atlantic Railway (DAR) e, nel 1912, fu infine acquistata dalla Canadian Pacific Railway (CPR) pur rimanendo gestita come entità a sé stante. Nel 1994 la Windsor Branch venne nuovamente ceduta dalla Canadian Pacific passando sotto il controllo della Windsor and Hantsport Railway.
L'altra linea (cosiddetta "Orientale") venne spezzata in due sezioni: la sezione più importante, Halifax-Truro, rimase alla compagnia nazionale Canadian National Railway ma il resto della "linea orientale", da Truro a Pictou, fu venduto nel 1993 alla Cape Breton and Central Nova Scotia Railway insieme all'intero itinerario Truro-Sydney.